# Беби Дол
Дана Тодоровић ( ex. Драгана Шарић)  (Београд, 2. октобар 1962), познатија под својим сценским именом Беби Дол, српска је и југословенска певачица поп-рок музике. Њен отац, Милисав Шарић, био је џез музичар. Позната је по хитовима Бразил, Мустафа, Руди, Бадеми и со, Хајде да узмемо неки добар ауто и другим. Живи и ради у Београду.

## Албуми
Беби Дол је почела своју музичку активност касних 1970-их у бенду „Таркус“.
1981. године се повезала са Гораном Вејводом и формирала краткотрајни бенд Анода Руж (Annoda Rouge), који није објавио ниједан албум, сем пар синглова.
После тога се окренула соло каријери, и у сарадњи са Вејводом ускоро објавила двоструки сингл „Мустафа“ / „На планети уздаха“ у продукцијској кући ПГП РТБ. Сингл је имао много успеха, и песма „Мустафа“ је проглашена песмом године 1981, а Беби Дол је добила награду за најбољи снимак исте године.
Охрабрена успехом, почела је радити на албуму који се појавио 1983. под именом „Руже и крв“. Добила је награду за најбољи дебитантски албум исте године, а критичари и јавност су имали одличне коментаре и албум се добро продавао. Поред већ великог хита „Мустафа“, на албуму су биле и песме „Супербој“, „Руже и крв“ и Lapis lazzuli које су такође постале популарне.
Године 1991. је снимила песму „Изнад дуге“, обраду популарног класика Over the Rainbow Џуди Гарланд из филма „Чаробњак из Оза“.
Године 1995. Беби Дол је снимила свој други албум „Ритам срца“. Албум је садржао неколико нових песама у денс ритму, као и песму „Бразил“ са наступа на Песми Евровизије 1991. у две варијације, и песму „Слатке сузе љубави“ из 1988. Популарни хит са овог албума је била и песма „Хајде да“, за коју је снимила и спот. На плочи се нашла обрада Мадонине песме Take a Bow, преведена са „Поклони се“. Албум је доживео добар одзив у публици.
Након овога, Беби Дол се поново повукла на неколико година током касних 1990-их. Тек 2002. је објавила свој трећи албум „Љута сам“. Међутим, ни публика ни критичари нису добро прихватили албум, имајући добре коментаре само за квалитет производње. Само две песме, „Крв, срећа, сузе и зној“ и „Смејем се“, радо су пуштане на радију и телевизији.
У децембру 2006. је објавила компакт-диск насловљен са „Човек радо изван себе живи“. Албум је садржао обраде класика попут Help, Papa's Got A Brand New Bag, Moon River и Lush Life.
2006. се такође појавила као гост на албуму "Here" Васка Серафимова за који је снимила 4 песме.

## Фестивали
1983. године Беби Дол је учествовала по први пут на Југовизији, на којем је освојила шесто место песмом „Руди“. Музику и текст је написала Беби Дол а Горан Вејвода је радио аранжман. Ускоро је ова песма у две верзије објављена на двоструком синглу, скупа са песмом Baby love. Песма „Руди“ је доживела велики успех, и на избору покренутом од стране магазина Pop Rock за најбољу песму бивше Југославије је освојила седмо место.
Након тога, изненађујуће с обзиром на њену тадашњу популарност у Југославији, Беби Дол је провела неколико година (између 1984. и 1986) у Египту где је наступала у Каиру, у елитном хотелу Шератон.
Године 1986. се вратила у Југославију и освојила главну награду на београдском музичком фестивалу МЕСАМ са песмом „Инш-Алах“, инспирисаном оријенталном музиком и културом.
1987. године се по други пут такмичила на Југовизији са песмом „Зрно нежности“, и освојила четврто место. Наредне године је освојила треће место песмом „Затвори мама прозоре“. Такође је учествовала на МЕСАМ-у са песмом „Слатке сузе љубави“ и освојила друго место 1988.
Године 1989. Беби Дол се поново такмичила на МЕСАМ-у и освојила треће место баладом „Кад срећа одлази“. По мишљењу жирија, ова песма је била најбоља песма фестивала те је освојила специјалну награду. 1990. се поново окушала на МЕСАМ-у с песмом „Без срца“, али је завршила на десетом месту.
Беби Дол је коначно освојила прво место на Југовизији 1991. и представљала Југославију на Песми Евровизије 1991. у Риму са песмом „Бразил“. Међутим, освојила је само један поен, што се сматра да је био одраз политичке ситуације у Југославији у то време, јер је иста песма доживела велику популарност на домаћој сцени, и ауторско право је продато Италији, Грчкој и земљама Бенелукса. Због великог неуспеха, челници Радио-телевизије Београд су одлучили да бојкотују Беби Дол и одбили да сниме сингл за југословенско тржиште. Међутим, Беби Дол је исте године добила позив за наступ у Сан Рему, што је онемогућила тешка политичка ситуација у Југославији у то време.
2002. године, наступила је на трећем Интернационалном фестивалу у Зрењанину са песмом „Крв, срећа, сузе и зној“.
2003. године је дошла до полуфинала на Беовизији са песмом „Тврдоглава“.
2004. године, на првом Радијском фестивалу у Србији, наступила је са песмом „Самба јао, јао“.

## Разни подаци
- Беби Дол је позајмила свој глас глумици Соњи Савић у филму „Живот је леп“[5].
- Током 1980-их, Беби Дол се неколико пута појављивала као гост на албумима других аутора. Гостовала је на плочи Оливера Мандића „Неверне бебе“, групе „Булевар“ „Лош и млад“, групе „Идоли“ „Одбрана и последњи дани“, групе „Леб и сол“ „Као какао“ и на турнеји Здравка Чолића широм бивше Југославије.
- 1986. се појављује у филму "Протестни албум", Жике Митровића, у којем је имала главну улогу певачице Флоре. Филм никада није изашао на тржиште.
- Певала је на албуму Наос из 1994. године (Лаза Ристовски и Саша Локнер, инструментална музика).[6]
- На албуму Бајаге и инструктора „Шоу почиње у поноћ“ се појавила у песмама „Бадеми и со“ и „Песма слободе“.
- Као певачица појавила се у једној епизоди ТВ серије „Лисице“ и у једној епизоди серије „Бољи живот“.
- 2009. учествовала је у ријалити-шоу Фарма где је била један од финалиста. У истом формату се појавила и 2013. и 2015. године.
- 2017. учествовала је у четвртој сезони шоу програма Твоје лице звучи познато, али се није пласирала у финале.
- 2018. учествовала је у ријалити-шоу Задруга, али је врло брзо након уласка испала.
- 2020. године, појављује се као специјални гост у серији Тајкун.

## Дискографија

### Синглови
- Мустафа (1981)
- Руди (1983)
- (1986)
- Бразил (1991)
- Хајде да... (1995)

### Албуми
- Руже и крв (1983)
- Ритам срца (1995)
- Љута сам (2002)
- Човек радо изван себе живи (2006)
- Вече у позоришту (2007)
- Поклони се (2008)
- Соничне вибрације (2012) - Још није издат

### Остало
- Енигме (Анода Руж - 1982)
- Снови од сламе (Анода Руж - 1982)
- Jamie (1984)
- Змај (1984)
- Самсара (1984)
- Иншалах 1 (1986)
- Иншалах 2 (1986)
- Требаће ми друг (1987)
- У ово време је тешко наћи добру девојку (1987)
- Зрно нежности (1987)
- Radiation (1987)
- Don't cry (1987)
- I Can't Get Enough Of You (1987)
- Затвори мама прозоре (1988)
- Напољу је џунгла (1988)
- Слатке сузе љубави (1988)
- Сија сунце, трава мирише (фт. Массимо Савић - 1988)
- Femme Fatale (фт. Леб и Сол - 1988)
- Кад срећа одлази (1989)
- Fantasy (фт. Ду Ду А) (1989)
- Chance (1989)
- Извини (1990)
- Our love is dead (1990)
- Non ho l'eta (1991)
- Main man (1991)
- Бразил (2. верзија - 1991)
- Control (2. верзија - 1991)
- Као лед (1992)
- Summertime (1992)
- Cool baby, cool (1992)
- When I fall in love (1996)
- Да ли сањам (1997)
- Ружа (1999)
- Земља (фт. Ивана Негатив и остали - 1999)
- Ти си мој свет (2001)
- Луди свет (2002)
- Тврдоглава (2003)
- Самба, јао јао (2004)
- Бадеми и со (фт. Бајага - 2005)
- Lapis Lazulli (Предраг Пајдић RMX - 2006)
- Mr. Magician (2006)
- Where In The Question Does The Answers Lie (фт. Стево Цеписевски - 2006)
- Big Screen Never Ever Lies (2006)
- Овде (2006)
- Ти си ми био све нај, нај
- Срећа
- Хоћу у бели свет
- So in love (фт. Оги Б)